# Lipa (Zreče, Slovenija)
Lipa je naselje u slovenskoj Općini Zreču. Lipa se nalazi u pokrajini Štajerskoj i statističkoj regiji Savinjskoj. 

## Stanovništvo
Prema popisu stanovništva iz 2002. godine naselje je imalo 53 stanovnika.